# العلاقات الغانية الكندية
العلاقات الغانية الكندية هي العلاقات الثنائية التي تجمع بين غانا وكندا.

## مقارنة بين البلدين
هذه مقارنة عامة ومرجعية للدولتين:
| وجه المقارنة                                              | غانا         | كندا                     |
| --------------------------------------------------------- | ------------ | ------------------------ |
| المساحة (كم2)                                             | 238.53 ألف   | 9.98 مليون               |
| عدد السكان (نسمة)                                         | 26.91 مليون  | 35.70 مليون              |
| الكثافة السكانية (ن./كم²)                                 | 112.82       | 3.58                     |
| العاصمة                                                   | أكرا         | أوتاوا                   |
| اللغة الرسمية                                             | لغة إنجليزية | لغة إنجليزية، لغة فرنسية |
| العملة                                                    | سيدي غاني    | دولار كندي               |
| الناتج المحلي الإجمالي (بليون دولار)                      | 47.33 مليار  | 1.65 تريليون             |
| الناتج المحلي الإجمالي (تعادل القوة الشرائية) بليون دولار | 115.41 مليار | 1.59 تريليون             |
| الناتج المحلي الإجمالي الاسمي للفرد دولار أمريكي          | 1.37 ألف     | 43.25 ألف                |
| الناتج المحلي الإجمالي للفرد دولار أمريكي                 | 4.08 ألف     | 45.07 ألف                |
| مؤشر التنمية البشرية                                      | 0.579        | 0.913                    |
| رمز المكالمات الدولي                                      | +233         | +1                       |
| رمز الإنترنت                                              | .gh          | .ca                      |
| المنطقة الزمنية                                           | 00           |                          |

## مدن متوأمة
في ما يلي قائمة باتفاقيات التوأمة بين مدن غانية وكندية:
- ترتبط كوماسي مع كيتشنر باتفاقية توأمة.

## منظمات دولية مشتركة
يشترك البلدان في عضوية مجموعة من المنظمات الدولية، منها:
| علم المنظمة | اسم المنظمة                               | تاريخ انضمام غانا | تاريخ انضمام كندا |
| ----------- | ----------------------------------------- | ----------------- | ----------------- |
|             | مؤسسة التنمية الدولية                     | 29 ديسمبر 1960    | 24 سبتمبر 1960    |
|             | الأمم المتحدة                             | 8 مارس 1957       | 9 نوفمبر 1945     |
|             | منظمة التجارة العالمية                    | ?                 | ?                 |
|             | منظمة الشرطة الجنائية الدولية             | ?                 | ?                 |
|             | دول الكومنولث                             | ?                 | ?                 |
|             | المركز الدولي لتسوية المنازعات الاستشارية | 14 أكتوبر 1966    | 1 ديسمبر 2013     |
|             | الاتحاد الدولي للاتصالات                  | 17 مايو 1957      | 1 يوليو 1908      |
|             | الفريق المعني برصد الأرض                  | ?                 | ?                 |
|             | البنك الدولي للإنشاء والتعمير             | 20 سبتمبر 1957    | 27 ديسمبر 1945    |
|             | الاتحاد البريدي العالمي                   | ?                 | ?                 |
|             | منظمة حظر الأسلحة الكيميائية              | ?                 | ?                 |
|             | مؤسسة التمويل الدولية                     | 3 أبريل 1958      | 20 يوليو 1956     |
|             | البنك الإفريقي للتنمية                    | ?                 | ?                 |
|             | وكالة ضمان الاستثمار متعدد الأطراف        | 29 أبريل 1988     | 12 أبريل 1988     |
|             | يونسكو                                    | 11 أبريل 1958     | 4 نوفمبر 1946     |

## أعلام
هذه قائمة لبعض الشخصيات التي تربطها علاقات بالبلدين:
- أنتوي أتواهين (17 ديسمبر 1984 – )
- راندي إيدويني بونيوسو (لاعب كرة قدم كندي، 20 أبريل 1990[20] – )
- ريتش كيد (28 أبريل 1987 – )
- نانا اتاكورا غايان (لاعب كرة قدم كندي، 27 مارس 1989[21] – )
- وليام نجوكو (لاعب كرة سلة كندي، 5 مارس 1972 – )

## وصلات خارجية
- موقع وزارة الخارجية الغانية
- موقع وزارة الخارجية الكندية